# Árbol de Piedra

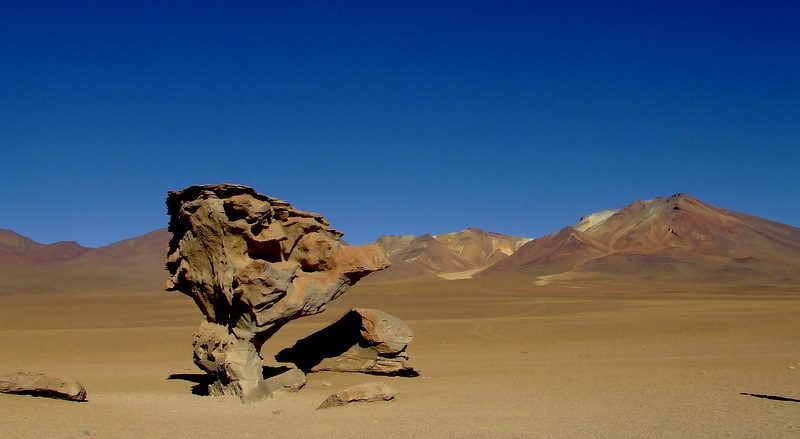
El Árbol de Piedra en el Altiplano andino

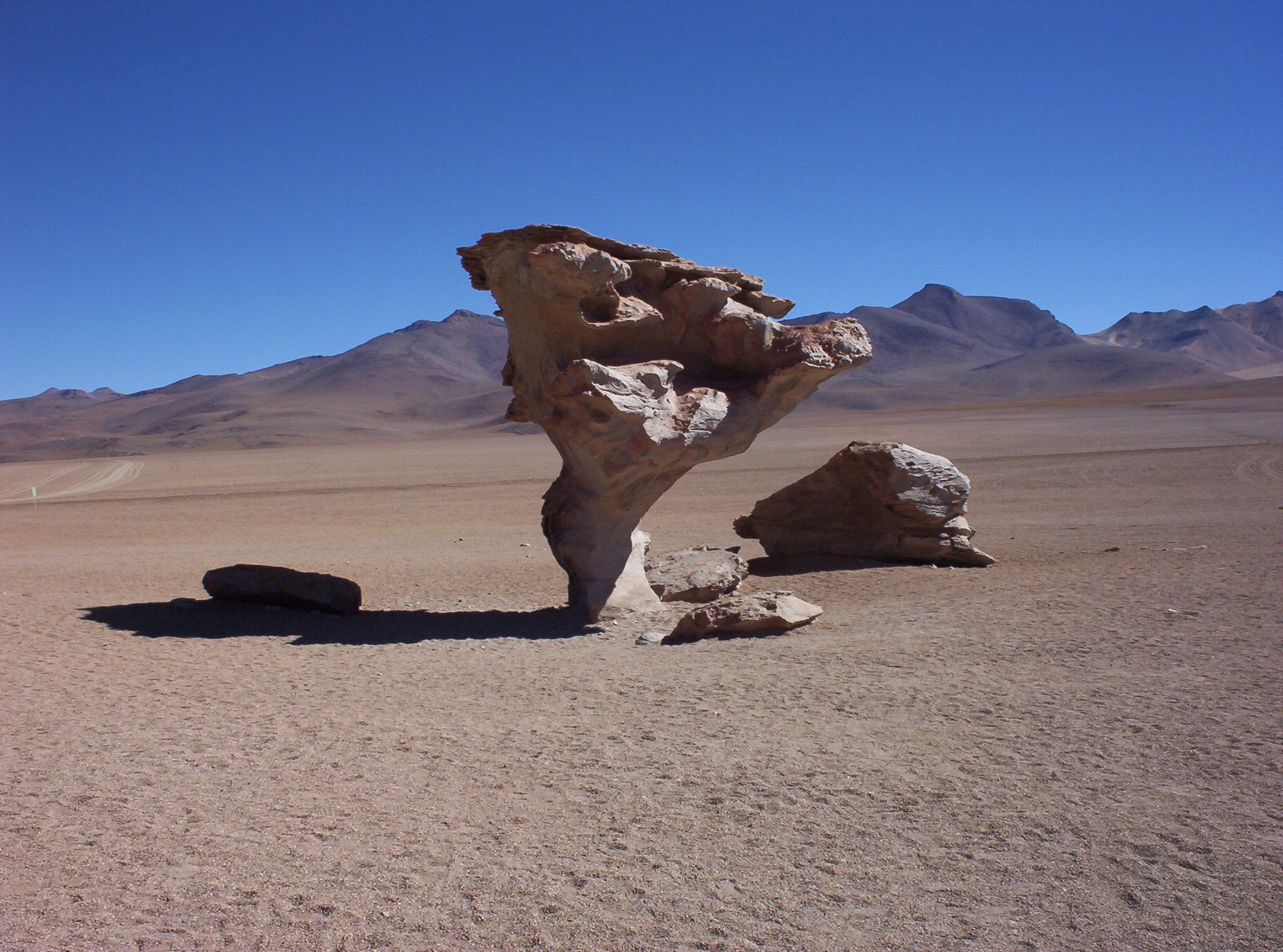
Otra vista de la seta rocosa

El árbol de Piedra, que fue declarado monumento natural, es una formación geomorfológica del tipo seta rocosa debida a la erosión del viento que destaca de un conjunto de rocas volcánicas de diferentes figuras ubicadas en un arenal, desierto Siloli, al ingreso de la Reserva Nacional de Fauna Andina Eduardo Avaroa al suroeste de Bolivia, ubicado en el departamento de Potosí, Bolivia. Tiene una altura de 5 metros y su apariencia particular es el elemento que le da interés turístico. Es visitada a cualquier hora del día, el tiempo de permanencia es de un máximo de media hora, tiempo que es utilizado para tomar algunas fotografías, única actividad prevista.